# Försvarsmaktens medalj för internationella insatser
Försvarsmaktens medalj för internationella insatser i brons är en svensk militär utmärkelse och medalj som instiftades av Försvarsmakten 1991. Utmärkelsen tilldelas svensk militär personal som deltagit i internationellt uppdrag (missioner) under minst 30 dagar. Som regel utdelas medaljen vid en speciell medaljceremoni strax efter att förbandet återvänt till Sverige. 
Medaljen är tillverkad i oxiderat brons och är av 8:e storleken (31 mm). Medaljens åtsida visar Försvarsmaktens heraldiska vapen samt runt ytterkanten texten ”FÖR INTERNATIONELLA INSATSER”. Frånsidan är blank. Medaljen bärs på bröstet i blått band. Om mottagaren deltagit i flera internationella uppdrag fästes en siffra på medaljbandet och på släpspännet som indikerar antalet missioner. Vissa internationella uppdrag indikeras av särskilda tilläggstecken.
Från 2012-06-01 ersätts gravyren på medaljens frånsida med ett så kallat bandspänne med namnet på det land där insatsen genomförts. Bandspännet får användas retroaktivt för den som erhållit medaljen sedan instiftandet 1991.
På beslut av Överbefälhavaren kan medaljbandet förses med en lagerkrans i silver som erkännande för mod eller rådigt ingripande.

## Valörer
Medaljen finns i brons.

## Kriterier
För deltagande i internationellt uppdrag under minst 30 dagar.

## Släpspänne
- Med siffran 2 för antalet internationella uppdrag.
- Med siffran 3 för antalet internationella uppdrag.

## Mottagare av Försvarsmaktens medalj för internationella insatser i brons med lagerkrans och spänne
- Överstelöjtnant Lars Berglund - tilldelad 2017 för handlingskraftigt agerande, stor initiativkraft och rådigt ingripande i samband med inflygningen av ett egyptiskt flygplan i Mogadishu, Somalia 2015.[2]
- Fanjunkare Anna Torstensson Johansson - tilldelad 2019 för att med stor personlig disciplin och ett kontrollerat lugn på ett förtroendegivande sätt agerat mycket förtjänstfullt som stridsledare i samband med terroristattacken mot den internationella campen i Timbuktu, Mali 2018-04-14.[3]
- Fanjunkare Björn Hedlén - tilldelad 2019 för att över tid uppvisat en hög förmåga att på ett samvetsgrant och professionellt sätt lösa tilldelade uppgifter. Särskilt framhålls den lägesanalys och korrekta bedömning som troligen sparade människoliv i samband med terroristattacken mot den internationella campen i Timbuktu, Mali 2018-04-14.[3]
- Förste sergeant Marcus Fritz - tilldelad 2019 för att personligen möjliggjort kontingentens operationella effekt genom ett ansvarstagande långt över vad som kan förväntas i sin insats som sjukvårdsplutonchef i Timbuktu, Mali, maj till november 2018.[3]
- Löjtnant Mikael Lundqvist - tilldelad 2019 tilldelas för internationella insatser, för att under krävande klimatförhållanden på ett förtjänstfullt och förtroendegivande sätt lett ett mycket omfattande arbete som EOD-gruppchef i samband med terroristattacken mot den internationella campen i Timbuktu, Mali 2018-04-14 t.o.m. 2018-04-15. [3]
- Löjtnant Georg Eriksson - tilldelad 2019 för att under krävande klimatförhållanden på ett förtjänstfullt sätt genomfört ett mycket omfattande arbete som stf EOD-gruppchef i samband med terroristattacken mot den internationella campen i Timbuktu, Mali 2018-04-14 t.o.m. 2018-04-15.[3]
- Vice korpral Christopher Croasdale - tilldelad 2019 för att under krävande klimatförhållanden på ett förtjänstfullt sätt genomfört ett mycket omfattande arbete som EOD-operatör i samband med terroristattacken mot den internationella campen i Timbuktu, Mali 2018-04-14 t.o.m. 2018-04-15.[3]
- Förste sergeant Carl Sjöö - tilldelad 2019 för att under krävande förhållanden på ett förtjänstfullt sätt lett det kriminaltekniska [3]underrättelsearbetet med att dokumentera, exploatera och utreda attacken mot den internationella campen i Timbuktu, Mali 2018-04-14 t.o.m. 2018-04-15.[3]
- Förste sergeant Johan Roth - tilldelad 2019 för rådigt agerande med trygghet och initiativförmåga i en farofylld situation i samband med attacken den internationella campen i Timbuktu, Mali 2018-06-12.[3]
- Vice korpral Emil Olsen - tilldelad 2019 för att med ett förtjänstfullt arbete funnit nya vägar och skapat ett välfungerande system i samband med inrättandet av en ny svensk logistikbefattning i ett bilateralt samarbete mellan Sverige och Danmark i Kabul, Afghanistan maj till november 2018.[3]